# Hilary Paynter
Hilary Paynter, Hon. RBSA, RE, FRSA, née en 1943, est une graveuse sur bois et une illustratrice britannique.

## Biographie
Hilary Paynter est née le 16 juin 1943 à Dunfermline. Elle a passé une grande partie de sa vie à l'étranger comme à Malte et en Chine. Elle étudie la sculpture et la gravure sur bois au Portsmouth College of Art avant de faire carrière au sein de l'éducation artistique et de la gravure. Elle a été professeur d'art et psychologue scolaire, mais à partir de 2015 elle devient artiste à plein temps.  Son travail est présenté dans de nombreuses collections publiques, comme le Victoria et Albert Museum à Londres, The Ashmolean  à Oxford et le Fitzwilliam Museum à Cambridge. 
Hilary Paynter est membre honoraire de la Royal Society de Birmingham (RBSA), présidente de la Royal Society of Painter-Printmakers entre 2006 et 2011 et membre du comité actuel de la Society of Wood Engravers (Société des graveurs sur bois). Comme membre honoraire du RBSA, Hilary Paynter participe en tant qu'artiste invitée dans des expositions et anime des ateliers de gravure pour adultes,.

## Œuvres
Les sujets de son œuvre sont des paysages dramatiques ou des paysages côtiers accidentés avec d'étranges formes ou des personnages.
Hilary Paynter participe à Woman'Hour et aux programmes de la BBC2 et a réalisé un film pour la télévision japonaise pour montrer le processus complet de la gravure sur bois.
En 1998, Hilary Paynter a produit un grand livre illustré, intitulé Full Circle, pour expliquer son travail et son développement. 
Pour gagner du temps sous la pression de ses activités, Hilary développe des méthodes de gravure rapides. Des sciences sociales, elle apporte à son art des préoccupations très différentes des œuvres littéraires ou visuelles des autres artistes. Sa sculpture plus que la peinture ou le graphisme rend ses paysages plus tangibles. Elle grave directement dans le bois, avec seulement des contours dessinés pour suggérer des idées qu'elle a déjà affinées dans sa tête.